# Армін Айхгольц
Армін Айхгольц (нім. Armin Eichholz, 21 травня 1964) — німецький академічний веслувальник.
Олімпійський чемпіон 1988 року в складі вісімки, бронзовий призер 1992 року в складі вісімки.
Чемпіон світу 1991 року в складі розпашної четвірки зі стерновим.